# Rakcsányi László
Rakcsányi László, születési és 1933-ig használt nevén Ramberger László (Budapest, 1901. október 1. – Budapest, 1967. augusztus 29.) vegyészmérnök, borász, egyetemi tanár, a mezőgazdasági tudományok kandidátusa (1953).

## Életpályája
Ramberger János és Schiller Géza fiaként született vagyontalan iparoscsaládban. 1925-ben szerzett vegyészmérnöki oklevelet a budapesti műegyetemen. 1926-ban az Ampelológiai Intézetbe került gyakornoknak, onnantól több mint három évtizeden át az intézetben dolgozott. 1951-ben a Szőlészeti Kutató Intézet technológiai osztályának vezetője, majd 1952-ben az igazgató tudományos helyettese lett. 1959-ben a Kertészeti és Szőlészeti Főiskola Borgazdasági Tanszékén lett egyetemi tanár. Az oktató munkában már korábban is részt vett, meghívott egyetemi előadóként, ezen felül számos tudományos és ismeretterjesztő előadást is tartott.
Felesége Gombos Margit volt, akivel 1929. június 8-án Budapesten kötött házasságot.

## Munkássága
Kidolgozta a szőlőtörkölyben és borseprőben rejlő értékes anyagok maradéktalan kinyerésének módszerét, a borseprő vákuumos lepárlását, a szeszes italok érlelésének gyorsítására szolgáló ultrahangkezelést, a savtartalom szabályozását lehetővé tevő ioncserélő műgyanták alkalmazását.

## Főbb munkái
- Szőlő- és borgazdasági technológia (Budapest, 1952)
- Borgazdasági melléktermékek (Budapest, 1954)
- Szőlő- és borgazdasági termékek különleges technológiája (Budapest, 1961)
- Borászat (Budapest, 1963)

## Díjai, elismerései
- A Magyar Népköztársaság Kiváló Dolgozója
- Sztahanovista oklevél és jelvény